# Psittacanthus bicalyculatus
Psittacanthus bicalyculatus är en tvåhjärtbladig växtart som beskrevs av Carl Friedrich Philipp von Martius. Psittacanthus bicalyculatus ingår i släktet Psittacanthus och familjen Loranthaceae. Inga underarter finns listade i Catalogue of Life.